# جولی مک براید
جولی مک براید (انگلیسی: Julie McBride؛ زادهٔ ۲۴ سپتامبر ۱۹۸۲) بازیکن بسکتبال اهل ایالات متحده آمریکا است.